# پشه‌گیر گرمسیری
پشه‌گیر گرمسیری (نام علمی: Polioptila plumbea) نام یک گونه از سرده پشه‌گیرها است.